# Pleurotremataceae
Die Pleurotremataceae sind eine Familie der Schlauchpilze, die alleine die Ordnung Dyfrolomycetales bilden.

## Merkmale
Die Pleurotremataceae besitzen als Fruchtkörper kugelige, ledrige Perithecien oder perithecienähnliche papillöse Fruchtkörper, die einzeln oder gesellig wachsen, und meist im Substrat eingesunken sind. Sie sind kugelig bis schildförmig, im senkrechten Schnitt auch fast birnenförmig und mit einer Öffnung (Ostiolum) versehen, die in der Gattung Melomastia Periphysen (haarförmige Strukturen) besitzt. Die Peridie besteht aus zwei oder mehreren Schichten. Die zahlreichen Paraphysen sind fadenförmig und gekrümmt. Die Schläuche sind achtsporig, dickwandig, bitunicat, kurz gestielt, an der Spitze abgerundet und mit einem inamyloiden Ring versehen. Die Sporen sind in einer Reihe angeordnet, ei- bis breit spindelförmig, durchscheinend, zweifach bis vielfach septiert und besitzen manchmal eine gallertartige Haut. Von den Monoblastiales unterscheiden sie sich durch die nichtlichenisierten Fruchtkörper, die hyphenähnlichen Paraphysen und die durchscheinenden, vielfach septierten Sporen. Die Kirschsteiniotheliaceae haben zum Unterschied braune einfach septierte Sporen und eine Nebenfruchtform.

## Lebensweise
Die bekannten Arten der Pleurotremataceae leben in sehr unterschiedlichen Habitaten: Arten der Gattung der Dyfrolomyces sind saprob in aquatischen bzw. marinen Habitaten, Melomastia-Arten leben saprob auf Zweigen verschiedener Arten, Pleurotrema-Arten leben ebenfalls saprob auf pflanzlichem Material in terrestrischen und aquatischen Habitaten.

## Systematik und Taxonomie
Die Stellung der Familie und der einzelnen Gattungen war bis 2017 sehr umstritten. Die Pleurotremataceae wurden als Familie bereits 1929 von Walter Watson beschrieben, die Ordnung Dyfrolomycetales mit der einzigen Familie Dyfrolomycetaceae allerdings erst 2013 von Ka-Lai Pang, Kevin David Hyde und Evan Benjamin Gareth Jones, um die marinen Arten der Dothideomycetes einzuordnen.  Allerdings erkannten dann Maharachchikumbura und Mitarbeiter 2016, dass die Familie der Dyfrolomycetaceae lediglich ein Synonym der Pleurotremataceae sind und schlossen gleichzeitig die Pleurotremataceae aus der bis dahin zur Klasse Sordariomycetes gestellten Familie aus. Die Typusgattung ist Pleurotrema. Die Ordnungen Acrospermales und Strigulales sind eng mit den Dyfrolomycetales verwandt.
Zurzeit (Stand Juli 2018) zählen nur folgende drei Gattungen zur Familie:
- Dyfrolomyces
- Melomastia
- Pleurotrema